# Declan Rice
Declan Rice (* 14. ledna 1999 Londýn) je anglický profesionální fotbalista, který hraje na pozici defenzivního záložníka za anglický klub Arsenal FC a za anglický národní tým.
V roce 2019 se rozhodl reprezentovat Anglii, i když už měl na svém kontě tři starty v dresu Irska.

## Klubová kariéra
Rice s fotbalem začínal ve slavné Chelsea. V tomto klubu byl do svých 14 let, kdy ho z akademie propustili. Ovšem ve West Hamu v něm viděli potenciál, a tak si ho pojistili oni. U kladivářů vyzrál a svůj debut v dospělém fotbale si připsal 21. května 2017, když v 90. minutě posledního zápasu sezóny 2016/17 nahradil na hřišti Edimilsona Fernandese. V následující sezóně už začal nastupovat pravidelně a dosud má na svém kontě přes 100 zápasů v dresu West Hamu.
Dne 15. července 2023 přestoupil do klubu Arsenal, kde podepsal smlouvu na 5 let s možností prodloužení o další rok.

## Reprezentační kariéra
I když se narodil v Londýně, tak se rozhodl reprezentovat Irsko. Přes mládežnické výběry se dostal až do seniorské reprezentace, kde debutoval 23. března 2018 v přátelském utkání proti Turecku (prohra 0:1). Po velmi dobrých výkonech v týmu West Hamu o něj ovšem začal být zájem i v reprezentaci Anglie a jelikož ještě neodehrál soutěžní zápas v dresu Irska, tak mohl svou státní příslušnost změnit. V A-mužstvu Anglie debutoval 22. března 2019 ve Wembley proti České reprezentaci v Kvalifikaci na Euro 2020. Přispěl tak k výhře 5:0.

### Individuální úspěchy
- West Ham United Hráč roku: 2019–20
- West Ham United Mladý hráč roku: 2017, 2018, 2019[5]

## Statistiky

### Klubové
Aktuální k 10. srpnu 2020
| Klub            | Sezóna  | Liga   | Liga | FA Cup | FA Cup | League Cup | League Cup | Evropa | Evropa | Ostatní | Ostatní | Celkem | Celkem |
| Klub            | Sezóna  | Starty | Góly | Starty | Góly   | Starty     | Góly       | Starty | Góly   | Starty  | Góly    | Starty | Góly   |
| --------------- | ------- | ------ | ---- | ------ | ------ | ---------- | ---------- | ------ | ------ | ------- | ------- | ------ | ------ |
| West Ham United | 2016/17 | 1      | 0    | 0      | 0      | 0          | 0          | 0      | 0      | 0       | 0       | 1      | 0      |
| West Ham United | 2017/18 | 26     | 0    | 1      | 0      | 4          | 0          | 0      | 0      | 0       | 0       | 31     | 0      |
| West Ham United | 2018/19 | 34     | 2    | 1      | 0      | 3          | 0          | 0      | 0      | 0       | 0       | 38     | 2      |
| West Ham United | 2019/20 | 38     | 1    | 1      | 0      | 0          | 0          | 0      | 0      | 0       | 0       | 39     | 1      |
| West Ham United | 2020/21 | 26     | 1    | 2      | 0      | 1          | 0          | 0      | 0      | 0       | 0       | 29     | 1      |
| Celkem          |         | 125    | 4    | 5      | 0      | 8          | 0          | 0      | 0      | 0       | 0       | 138    | 4      |